# Corydoras habrosus
Corydoras habrosus comúnmente llamado corydora enana manchada es un pez de la familia  Callichthyidae. Se encuentra en el río Orinoco (Venezuela), concretamente en la costa atlántica, en el valle que colinda con el macizo Guayanés. En este lugar, independientemente de las estaciones, hay un alto grado de humedad y las lluvias tienden a ser persistentes.
Es por tanto una variedad de Corydoras que vive en un valle entre dos macizos montañosos, en una zona que no puede considerarse del todo montaña, pero tampoco llanura en el sentido geológico del término, pero que, en cualquier caso, recibe agua muy pura de las dos cadenas montañosas, así como de las nubes que quedan atrapadas entre ellas.
La zona está cubierta por una gruesa capa de nubes de forma casi permanente.
Eso una de las especies más pequeñas del género, su forma viene a ser similar al del resto de Corydoras, pero más esbelta y estilizada: cuerpo aplanado en la zona del vientre y ligeramente bombeado en la zona dorsal; boca orientada hacia abajo y flanqueada por dos pares de barbillones largos y sin cortes; aleta adiposa situada detrás de la aleta dorsal. Los primeros radios de las aletas pectorales están transformados en una gran espina y desempeñan un papel importante en la reproducción. Es un pez que carece de escamas y en su lugar posee unas placas óseas que se solapan en forma de teja y les cubren los flancos, cabeza y dorso. Sus ojos son grandes y móviles. Su tamaño adulto suele oscilar entre los 2,5 y los 3,5 cm, llegando algunas hembras ocasionalmente a los 4 cm.